# Polidora (hija de Peleo)
Polidora (del griego antiguo Πολυδώρα) es un personaje de la mitología griega, hija del rey Peleo y de Antígona, hija del rey Euritión de Ftía. Zenódoto se refiere a ella como Cleodora.
Se casó con Boro, hijo de Perieres, quien la cortejó con una gran dote, pero independientemente de esto, Polidora fue la madre del combatiente en la guerra de Troya Menestio con el dios-río Esperqueo.

"De la primera hilera era jefe Menestio, de tornasolada coraza, hijo del Esperqueo, el río alimentado por las aguas del cielo. Lo había dado a luz la hija de Peleo, la bella Polidora, mujer que había yacido com el infatigable dios Esperqueo, aunque nominalmente por obra de Boro, hijo de Perieres."
Homero, Ilíada 16.173-177.

Apolodoro acaso comete un pequeño error y vuelve a hablarnos de Polidora como hija de Perieres, y la hace esposa de Peleo y madre de Menestio. Esto se debe a que los párrafos III 13, 1 y III 13, 4 se desdoblaron confusamente en manos de un copista.